# Aston Manor
Aston Manor var en civil parish från 1894 till 1912 då den blev en del av Birmingham, i grevskapet Warwickshire (nu West Midlands), i England. Denna civil parish hade 75 029 invånare år 1911. Aston Manor var ett distrikt från 1894 till 1911 då den blev en del av Birmingham.